# Parafia Stygmatów św. Franciszka w Nowym Dworze Wejherowskim
Parafia Stygmatów św. Franciszka w Nowym Dworze Wejherowskim – rzymskokatolicka parafia usytuowana we wsi Nowy Dwór Wejherowski, przy ulicy ks. Jana Pawłowskiego w gminie Wejherowo. Wchodzi w skład dekanatu Wejherowo w archidiecezji gdańskiej.

## Historia
1 stycznia 1981 bp Zygfryd Kowalski – biskup pomocniczy diecezji Chełmińskiej, wydał dekret biskupi o objęciu przez oo. Franciszkanów z Wejherowa, opieką duszpasterską mieszkańców terenów wsi: Bieszkowice, Nowy Dwór Wejherowski, Reszki i Zbychowo. Od tego roku franciszkanie podjęli starania w celu organizacji miejsca, w którym mogłyby być odprawiane Msze dla miejscowej ludności.
Z uwagi na ówczesną sytuacje polityczną trudno było myśleć o oficjalnej budowie Kościoła, pojawiła się jednak nadzieja na stworzenie kaplicy w której będzie można katechizować.
16 marca 1981 franciszkanie – o. Florentyn i o. Emilian – odwiedzili sołtysa Nowego Dworu Wejherowskiego – Edmunda Stubę, który gotów był przeznaczyć na ten cel budynek gospodarczy (chlew). Na zebraniu wiejskim, które odbyło się cztery dni później w Szkole Podstawowej w Nowym Dworze Wejherowskim, ustalono, że zbiórką pieniędzy na budowę przyszłego kościoła zajmie się Jan Malinowski.
Na 21 maja wyznaczono termin rozpoczęcia budowy. 25 maja udało się wylać fundamenty, a tydzień później rozpoczęto stawianie murów – głównym budowniczym był Teodor Bochentin. W pracach uczestniczyło wielu mieszkańców pobliskich wsi.
Na zebraniu ogólnym, 18 czerwca o. Florentyn poinformował o otrzymaniu z Urzędu Wojewódzkiego oficjalnego pozwolenia na powstanie punktu katechetycznego. Jednocześnie prosił o dalszą mobilizację i zaangażowanie w prace budowlane. Pierwszą eucharystię o. Florentyn odprawił już 23 czerwca o godz. 19, a bezpośrednio po niej poświęcił mury nowego Kościoła.
W latach 1983 wszystkie wioski dzisiejszej parafii tj. Bieszkowice (Parafia w Kielnie), Zbychowo i Reszki (Parafia w Redzie), Nowy Dwór Wejherowski (Franciszkanie Wejherowo) zostały przyłączone do parafii Franciszkańskiej (Parafia św. Anny) w Wejherowie.
1 marca 1987 została erygowana samodzielna parafia pod wezwaniem Stygmatów św. Franciszka w Nowym Dworze Wejherowskim.

## Proboszczowie
- 1987–1995: ks. Jan Pawłowski
- 1995–2002: ks. Stanisław Bigus[5]
- 2002–2005: ks. Aleksander Młodecki[6]
- 2005–2020: ks. kan. mgr Jan Czarnecki[7]
- 2020–2024: ks. kan. Rafał Hallmann[8]
- nominat: ks. kan. Andrzej Wierciński[9][10]
- od 1 VII 2024: ks. Dominik Cichy[11][12]